# Gallinara
Gallinara ist eine Insel in der Nähe der ligurischen Küste. Sie liegt in der Riviera di Ponente in unmittelbarer Nähe der Gemeinden Albenga und Alassio. Das Gebiet der Insel bildet die Riserva naturale regionale dell'Isola Gallinara (deutsch: Regionales Naturreservat der Insel Gallinara).

## Umwelt
Auf der Insel befindet sich eine der größten Nistkolonien der Mittelmeermöwe (Larus michahellis) im Ligurischen Meer.

## Geschichte
Ihren Namen erhielt die Insel von den wilden Hühnerpopulationen (Gallina wird mit Huhn oder Henne übersetzt), welche, laut Cato und Varro, in der Antike dort ihren Lebensraum hatten. Im 4. Jahrhundert diente sie Martin von Tours als Rückzugsort und war später Sitz eines Benediktinerklosters, welches 1842 an Privatpersonen verkauft wurde.
Auf den umliegenden Meeresgründen wurden verschiedene Artefakte und Gebrauchsgegenstände, teils aus dem 5. Jahrhundert vor Christus, gefunden, die aus der Umgebung von Marseille stammen. Einige Fundstücke sind im Schifffahrtsmuseum von Albenga ausgestellt. Unter ihnen befinden sich Amphoren aus der Zeit des Römischen Reichs. Vor der Insel Gallinara wurde 1950 die erste Unterwasserbergung der Geschichte unter Leitung von Nino Lamboglia durchgeführt.
Seit 2020 befindet sich die Insel mit der Villa Diana im Besitz des italienischen Staates.